# مجلة الأحداث
الأحداث مجلة إخبارية لبنانية كانت تصدر أسبوعيًّا في بيروت، خلال الفترة 1911-2014 مع بعض الانقطاعات. من أشهر محرريها وناشريها سليم اللوزي الذي اغتيل في آذار 1980، وملحم كرم الصحافي المخضرم.

## التاريخ والتعريف
أُطلقت مجلة الأحداث في بيروت عام 1911. أسّسها لطف الله خياط الذي كان أيضًا ناشر المجلة. انتقلت ملكية المجلة إلى سليم اللوزي عام 1955 وتولى رئاسة تحريرها حتى اغتياله عام 1980. كانت الأحداث تُنشر بشكل أسبوعي، إلا أنها توقفت عن النشر مؤقتًا بعد وقت قصير من بدء أزمة لبنان 1958 عندما غادر اللوزي لبنان واتجه إلى سوريا. وبعد عودته إلى لبنان، أعاد إصدار المجلة. في 30 سبتمبر 1961، هوجمت مكاتب المجلة بالألعاب النارية مما تسبب في أضرار طفيفة. توقّف النشر مؤقتًا مرة أخرى في عام 1977 عندما تعرضت مكاتب المجلة للهجوم، فانتقل اللوزي إلى المملكة المتحدة واستقرّ فيها. واصلت الأحداث نشرها في لندن لفترة من الوقت. وهناك بدأت النسخة الإنجليزية من المجلة بعنوان الأحداث. وكان للمجلة موقف سياسي مؤيد السعودية أثناء ملكيتها لسليم اللوزي. لاحقًا، انتقلت الأحداث إلى بيروت، وكان يملكها ويحررها الصحفي اللبناني البارز ملحم كرم حتى 23 مايو من العام 2010، عندما توفي إثر نوبة قلبية. وكانت دار ألف ليلة وليلة تحت ملكيته، وكانت تنشر أيضاً البيرق، ومجلة لبنان، ومجلة الاثنين الصباحية. توقفت الأحداث عن الصدور عام 2014.

## المساهمون والمحتوى
انضمت الروائية السورية غادة السمان إلى المجلة كمراسلة عام 1969. كانت ناهدة نكد التي بدأت مسيرتها الصحفية في المجلة إحدى المساهمين في مجلة الأحداث خلال فترة صدورها في لندن. وكانت الكاتبة الفلسطينية سميرة عزام من المساهمين المنتظمين في المجلة أصدرت الأحداث مقابلات مع شخصيات بارزة مختلفة. منهم الحاكم السعودي الملك فيصل في أغسطس 1973 خلال أزمة النفط. في أكتوبر 1974، أعطى الأمير فهد، نائب رئيس الوزراء الثاني للسعودية، والذي أصبح فهد بن عبد العزيز آل سعود في وقت لاحق، مقابلة للمجلة، ينتقد الملك فيصل وغيره من القادة العرب المتطرفين الذين يستخدمون النفط كسلاح ضد الولايات المتحدة. مقابلة أخرى هامة نشرت في الأحداث كانت مع موسى الصدر شخصية الشيعة، في نوفمبر 1977. كانت علاقات الصدر مع إيران الإمبراطورية متوترة بسبب خطابه في حفل جنازة علي الشريعي في مسجد السيدة زينب في دمشق سوريا، في 26 يونيو 1977. لأن الاصلاحيين الرائدين في ايران الذين كانوا ضد حكم الشاه محمد رضا بهلوي شاركوا في الجنازة